# Пуэбло-Нуэво (муниципалитет Гуанахуато)
Пуэбло-Нуэво (исп. Pueblo Nuevo) — муниципалитет в Мексике, штат Гуанахуато, с административным центром в одноимённом городе. Численность населения, по данным переписи 2010 года, составила 11 169 человек.

## Общие сведения
Название Pueblo Nuevo с испанского языка можно перевести как новое поселение.
Площадь муниципалитета равна 60 км², что составляет 0,2 % от общей площади штата, а наивысшая точка расположена в поселении Колония-Прогресиста и равна 1773 метрам.
Пуэбло-Нуэво граничит с другими муниципалитетами штата Гуанахуато: на севере и западе с Ирапуато, на востоке с Саламанкой, и на юге с Валье-де-Сантьяго.

## Учреждение и состав
Муниципалитет был образован в 1869 году, в его состав входит 56 населённых пунктов, самые крупные из которых:
| Код INEGI | Населённый пункт                                                                  | Численность населения (2005 год) | Численность населения (2010 год) |
| --------- | --------------------------------------------------------------------------------- | -------------------------------- | -------------------------------- |
| 024       | Всего                                                                             | 9750                             | 11169                            |
| 0001      | Пуэбло-Нуэво (исп. Pueblo Nuevo) 20°31′37″ с. ш. 101°22′24″ з. д.                 | 3332                             | 3741                             |
| 0017      | Йостиро (исп. Yóstiro) 20°33′39″ с. ш. 101°23′52″ з. д.                           | 762                              | 1032                             |
| 0015      | Вилья-де-Гуадалупе (исп. Villa de Guadalupe) 20°33′59″ с. ш. 101°22′54″ з. д.     | 556                              | 586                              |
| 0013      | Ла-Соледад (исп. La Soledad) 20°32′50″ с. ш. 101°19′20″ з. д.                     | 496                              | 558                              |
| 0010      | Прогресо-де-ла-Уньон (исп. Progreso de la Unión) 20°34′02″ с. ш. 101°21′39″ з. д. | 385                              | 403                              |
| 0067      | Гранха-Потосина (исп. Granja Potosina) 20°35′07″ с. ш. 101°21′05″ з. д.           | 235                              | 357                              |

## Экономика
По статистическим данным 2000 года, работоспособное население занято по секторам экономики в следующих пропорциях: сельское хозяйство, скотоводство и рыбная ловля — 41,7 %, промышленность и строительство — 21,2 %, сфера обслуживания и туризма — 33,4 %, прочее — 3,7 %.

## Инфраструктура
По статистическим данным 2010 года, инфраструктура развита следующим образом:
- электрификация: 98,7 %;
- водоснабжение: 98,8 %;
- водоотведение: 90,2 %.